# Pododermatitis
Pododermatitis ist eine Entzündung der Haut (Dermatitis) des Fußes (Pes). Bei Huftieren wird darunter eine Entzündung der Huf- bzw. Klauenlederhaut verstanden.
- Erkrankungen bei Greifvögeln
  - Bumblefoot-Erkrankung
- Erkrankungen bei Huftieren
  - Klauensohlengeschwür (Pododermatitis cirrumscripta)
  - Klauenrehe (Pododermatitis aseptica diffusa)
  - Aseptische Huflederhautentzündung (Pododermatitis aseptica acuta, Pododermatitis aseptica chronica), siehe auch Hufrehe
  - Hufabszess (Pododermatitis purulenta)
  - Hufkrebs (Pododermatitis chronica verrucosa)
  - Huflederhautgangrän (Pododermatitis gangraenosa)
  - Huflederhautnekrose (Pododermatitis necrotica)
  - Infektiöse Huflederhautentzündung (Pododermatitis infectiosa), siehe auch Nageltritt
  - Saumlederhautentzündung (Pododermatitis chronica hyperplastica)
- Erkrankungen bei Meerschweinchenverwandten
  - Sohlengeschwür beim Meerschweinchen (Pododermatitis ulcerosa)
- Erkrankungen bei Hasenartigen
  - Sohlengeschwür beim Kaninchen (Pododermatitis ulcerosa)